# Viramgam
Viramgam è una suddivisione dell'India, classificata come municipality, di 53.095 abitanti, situata nel distretto di Ahmedabad, nello stato federato del Gujarat. In base al numero di abitanti la città rientra nella classe II (da 50.000 a 99.999 persone).

## Geografia fisica
La città è situata a 23° 7' 0 N e 72° 1' 60 E e ha un'altitudine di 31 m s.l.m..

## Società

### Evoluzione demografica
Al censimento del 2001 la popolazione di Viramgam assommava a 53.095 persone, delle quali 27.584 maschi e 25.511 femmine. I bambini di età inferiore o uguale ai sei anni assommavano a 6.422, dei quali 3.481 maschi e 2.941 femmine. Infine, coloro che erano in grado di saper almeno leggere e scrivere erano 37.128, dei quali 21.355 maschi e 15.773 femmine.